# Zajčji Vrh
Zajčji Vrh – wieś w Słowenii, w gminie Črnomelj. W 2018 roku liczyła 13 mieszkańców.